# Plakatsøjle
En plakatsøjle er en søjle, i det offentlige rum, til at sætte plakater op på. Plakatsøjlen blev opfundet i 1854 af Ernst Litfaß (de). Plakatsøjler er ikke altid søjler, de kan også udformes som plane flader der er sat sammen på forskelig måde.